# Simion Crișan
Simion Crișan (n. secolul XIX, Turda, județul Cluj – d. secolul XX) a fost un deputat în Marea Adunare Națională de la Alba Iulia, organismul legislativ reprezentativ al „tuturor românilor din Transilvania, Banat și Țara Ungurească”, cel care a adoptat hotărârea privind Unirea Transilvaniei cu România, la 1 decembrie 1918:p. 118 .

## Biografie
S-a născut la Turda, iar mai târziu a fost soldat și membru al Gărzii Naționale Române din Turda:p. 118.

## Activitatea politică
Ca deputat în Adunarea Națională din 1 decembrie 1918 a fost delegat al Gărzii Naționale Române din Comitatul Turda-Arieș:p. 118.